# Astrachaňský kreml
Astrachaňský kreml (rusky Астраханский кремль) je historický kreml v centru ruské Astrachaně, situovaný na ostrově v deltě Volhy. Vystavěn byl po vzoru Moskevského kremlu mezi lety 1558–1589 po anexi Astrachaňského chanátu coby důležitá pevnost, chránící jihovýchodní hranice země. Hrál důležitou roli v ruské historii, například v rusko-turecké válce (1568–1570), v období smuty, při povstání Stěnky Razina či rusko-perské válce (1722–1723).

## Historie
Když roku 1554 Ivan IV. Hrozný dobyl Astrachaň a získal tak pro Rusko přístup ke Kaspickému moři, vyvstala potřeba zbudovat zde pevnost, která by nové územní zisky ochránila (podobně jako Petropavlovská pevnost v Petrohradu). Hned roku 1558 se tak začalo na ostrově v deltě Volhy, na vysokém pahorku obklopeném bažinami a močály s výstavbou Astrachaňského kremlu. Stavba byla svěřena prvnímu ruskému vojenskému inženýrovi Ivanu Grigorjeviči Vyrodkovi. Původní kreml byl dřevěný, jeho hradby s náspy a věžemi tvořily pravoúhlý trojúhelník, jehož hrot byl orientován na jihozápad.

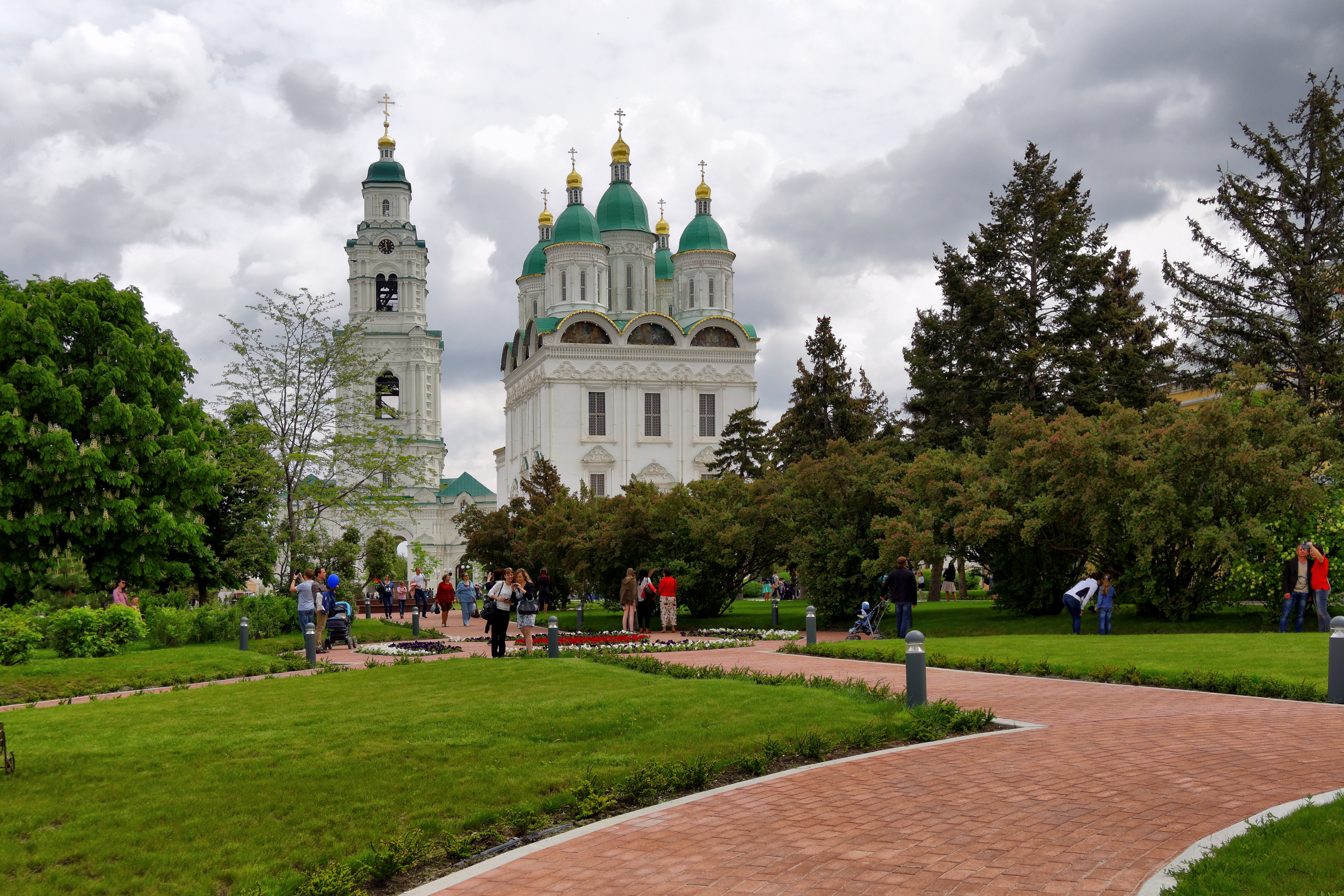

Ještě za vlády Ivana IV. však bylo přistoupeno k výstavbě kremlu cihlového. Ta proběhla v letech 1582–1589 pod vedením moskevských stavitelů, kteří byli do Astrachaně vysláni za trest. Ke stavbě byly použity staré, ale velmi pevné cihly, které přiváželi z dobytých a vypleněných tatarských měst. Vzorem nové pevnosti byl Moskevský kreml. Hradby získaly typické ruské cimbuří ve tvaru vlaštovčího ocasu, měly množství střílen a otvorů pro vylévání horké smůly a vody na dobyvatele. Na ochoz bylo možno umístit děla. Z vnitřní strany měly hradby řadu obloukových výklenků a dalších střílen. Síla hradeb činí 3–5 m, výška 3–8 m, posilovalo je celkem 8 věží, z nichž se dochovalo 7. Astrachaňský kreml byl tak ve své době jednou z nejmohutnějších vojenských pevností Ruska.
Kreml hrál nemalou roli v ruských dějinách. V 16. století pevnost dvakrát obsadila krymsko-turecká vojska v rámci rusko-turecké války. Roku 1606 se kreml stal centrem povstalců pod vedením Ivana Bolotnikova. Na počátku 17. století zde na chvíli sídlila Marina Mniszková, někdejší manželka falešného cara Lžidmitrije I., s kozáckým atamanem Ivanem Zaruckým. V letech 1670–1671 byl kreml hlavní baštou povstalců pod vedením Stěnky Razina, v letech 1705–1706 centrem protifeudálních povstalců. Až do poloviny 20. století zde byla umístěna astrachaňská vojenská posádka, v areálu se nacházely kasárna a jiné vojenské objekty. V roce 1918 se ve stěnách kremlu ubránil oddíl Rudé armády proti protibolševickému povstání.
V 70. letech byl areál zrestaurován a od roku 1974 zde funguje muzeum. V stěnách kremlu se nachází především expozice týkající se samotného kremlu, vojenství a Astrachaňského kraje.

## Areál kremlu

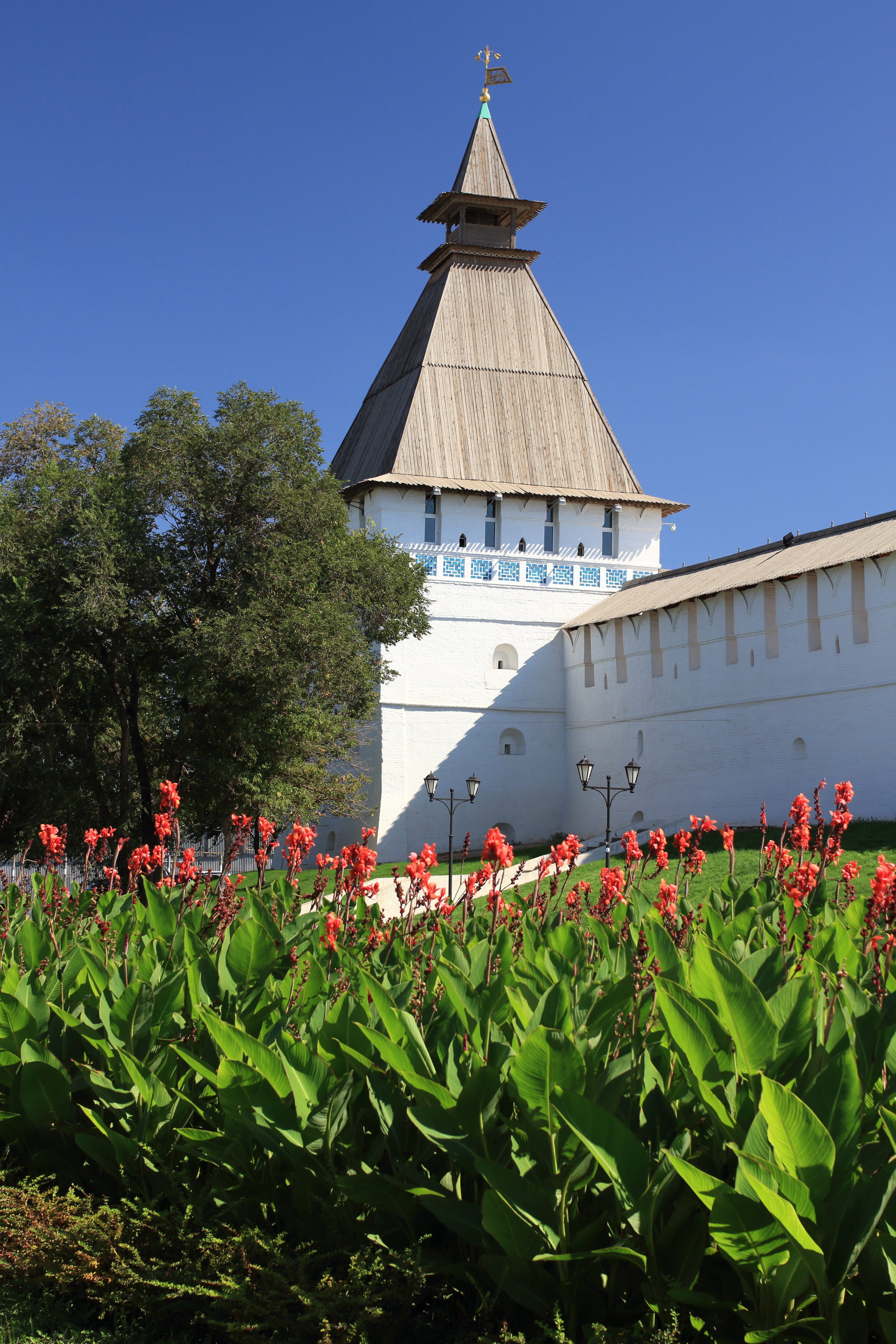
Dělostřelecká věž

- Katedrála Zesnutí přesvaté Bohorodice – zbudována v letech 1699–1710 ve stylu moskevského baroka na místě staršího kamenného chrámu z počátku 17. století. Slavnostní chrám v patře se využívá pouze při zvláštních příležitostech, mše se běžně slouží v přízemním. Jedná se o největší pravoslavný chrám Astrachaně a také jediný chrám v Rusku, u kterého se zachovalo popraviště.
- Klášter svaté Trojice – komplex budov bývalého kláštera, založeného již v 16. století, zrušeného bolševiky a později již neobnoveného. Dominantou nevelkého areálu je chrám svaté Trojice z roku 1603.
- Přečistá zvonice s bránou – na místě byla původně vystavěna brána s chrámem na památku vyhnání Mariny Mniszkové a Ivana Zaruckého z Astrachaně po roce 1614. Jméno získala podle chrámu nad branou, zasvěceného Kazaňské ikoně Boží Matky Přečisté. Roku 1710 však na jejím místě vznikla zvonice, která byla roku 1765 rozebrána kvůli zchátralosti. Nová vznikla na počátku 19. století, avšak i tato zde vydržela pouhé století. Kvůli povážlivému náklonu musela být rozebrána a současná zvonice tak pochází až z roku 1909. Zachovala si však název, který původně nesla první zde stojící brána. Při výšce 84,8 m je hlavní dominantou kremlu.
- Kirillova kaple – nevelká empírová stavba z roku 1677 s fasádou z počátku století 19. Svůj název získala podle igumena Kirilla, který založil kremelský klášter svaté Trojice.
- Vojenské vězení – vystavěno 1808 na místě původního vojenského vězení z 16.–17. století, dnes muzeum.
- Kasárna
- Důstojnické ubikace
- Dům vojenského velitele
- Duchovní konzistoř
- Věže:
  - Archijerejská věž
  - Krymská věž
  - Červená brána (branou ovšem není a nikdy nebyla)
  - Dělostřelecká věž
  - Žitná věž
- Brány:
  - Přečistá brána (pod Přečistou zvonicí)
  - Nikolská brána s chrámem nad branou

## Galerie

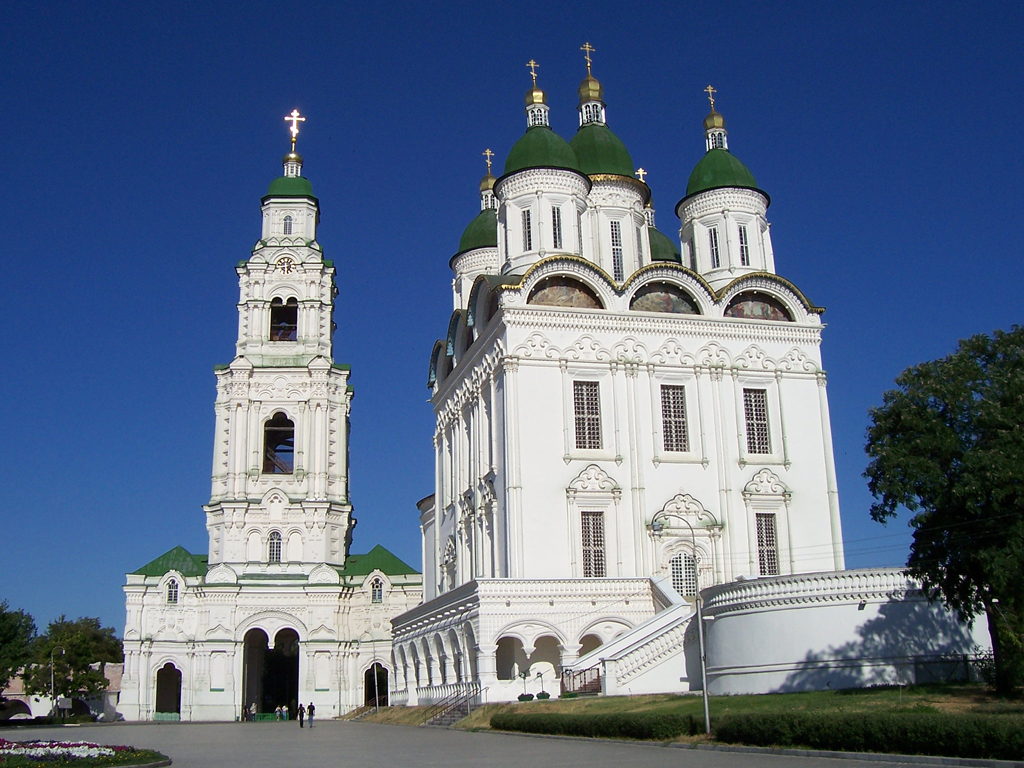
Katedrála Zesnutí přesvaté Bohorodice
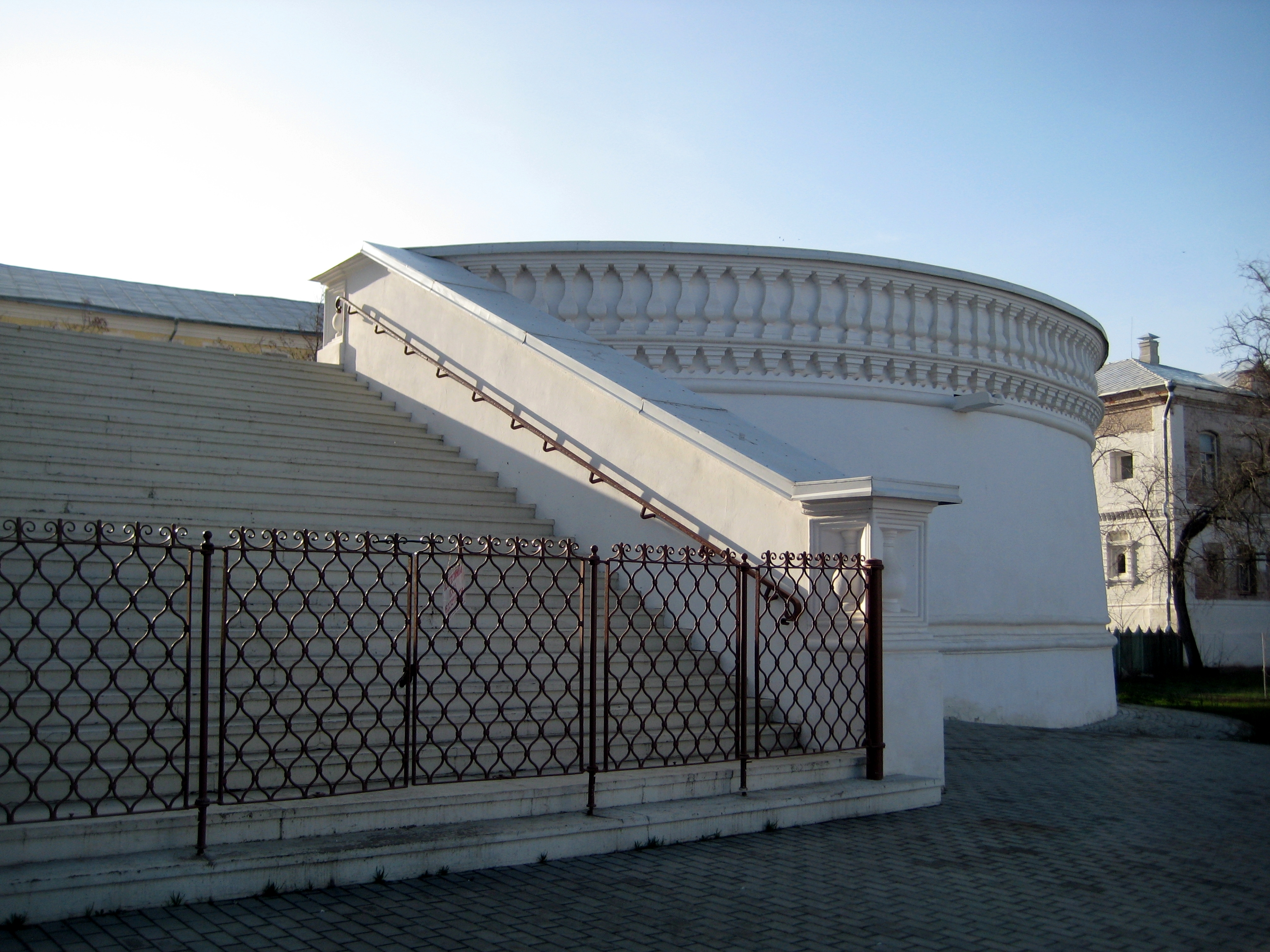
Popraviště přiléhající ke katedrále
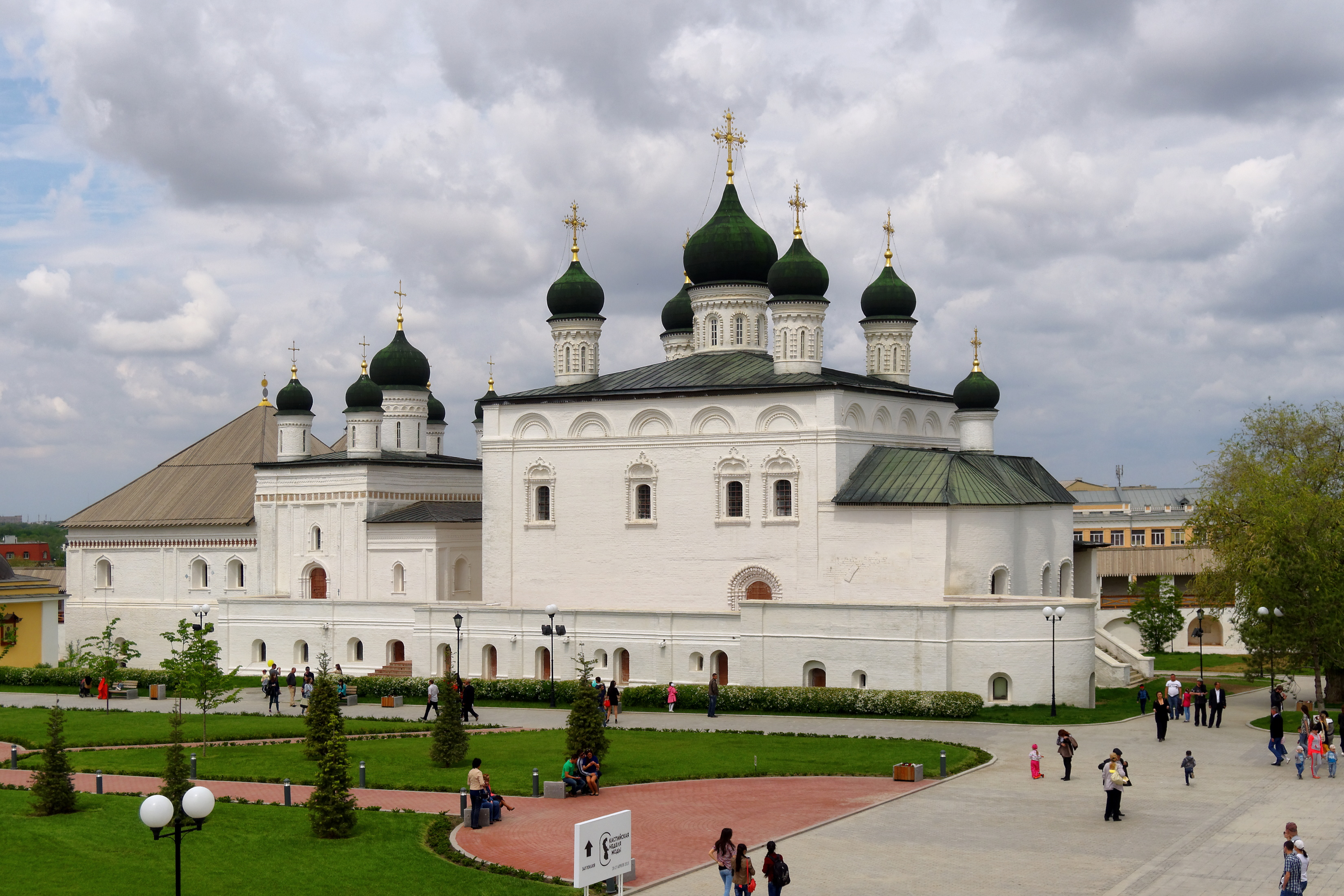
Klášter svaté Trojice
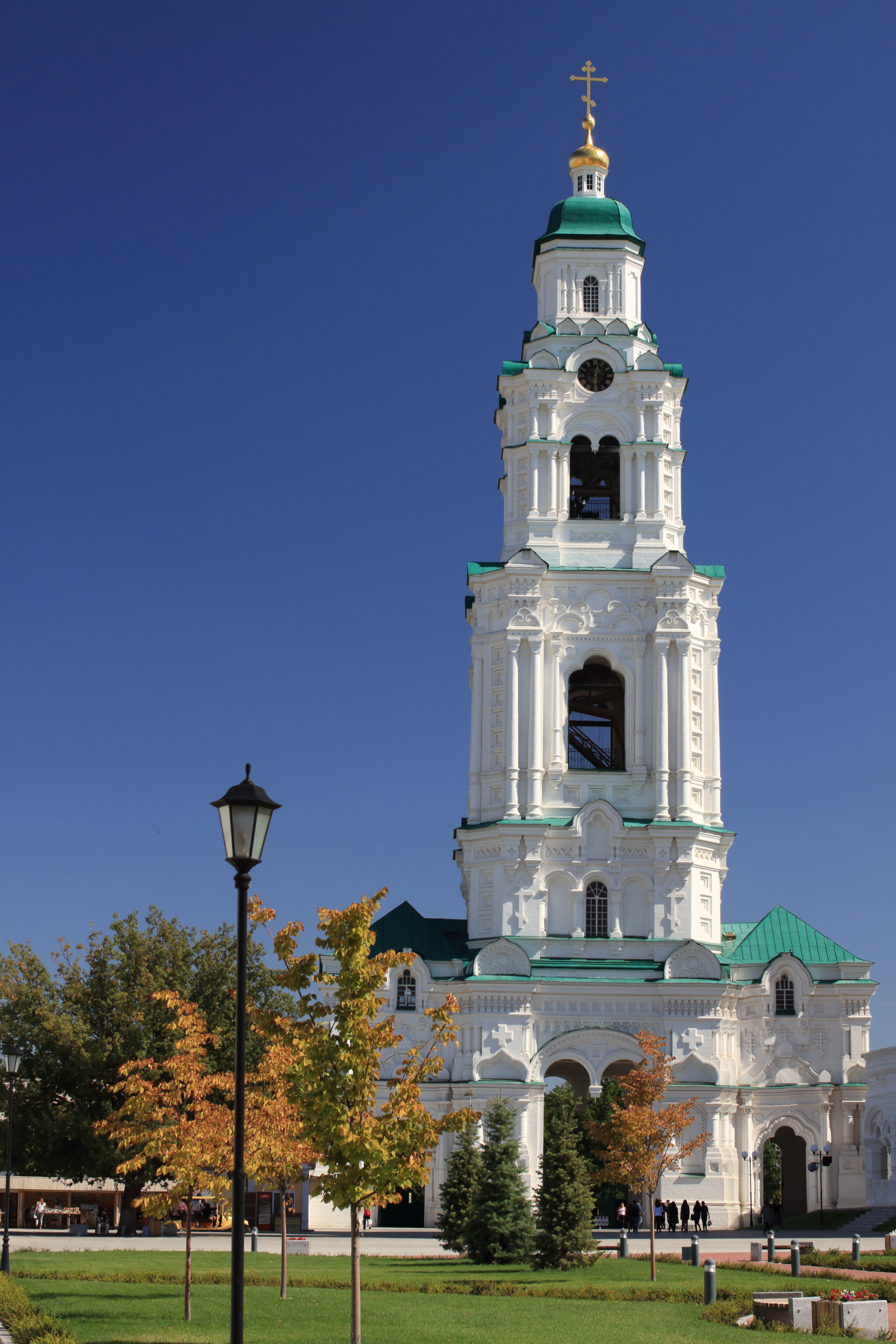
Přečistá zvonice s branou
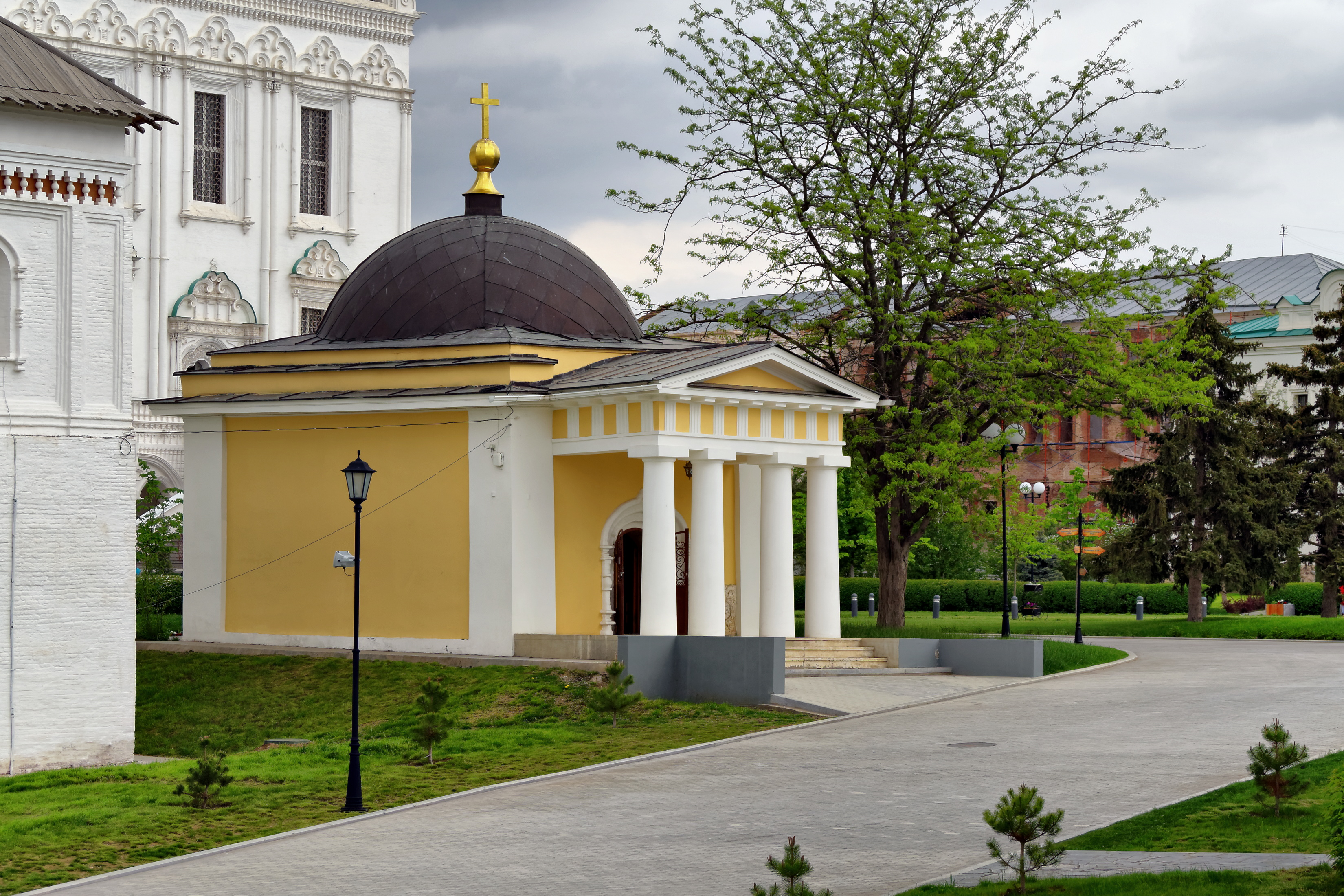
Kirillova kaple
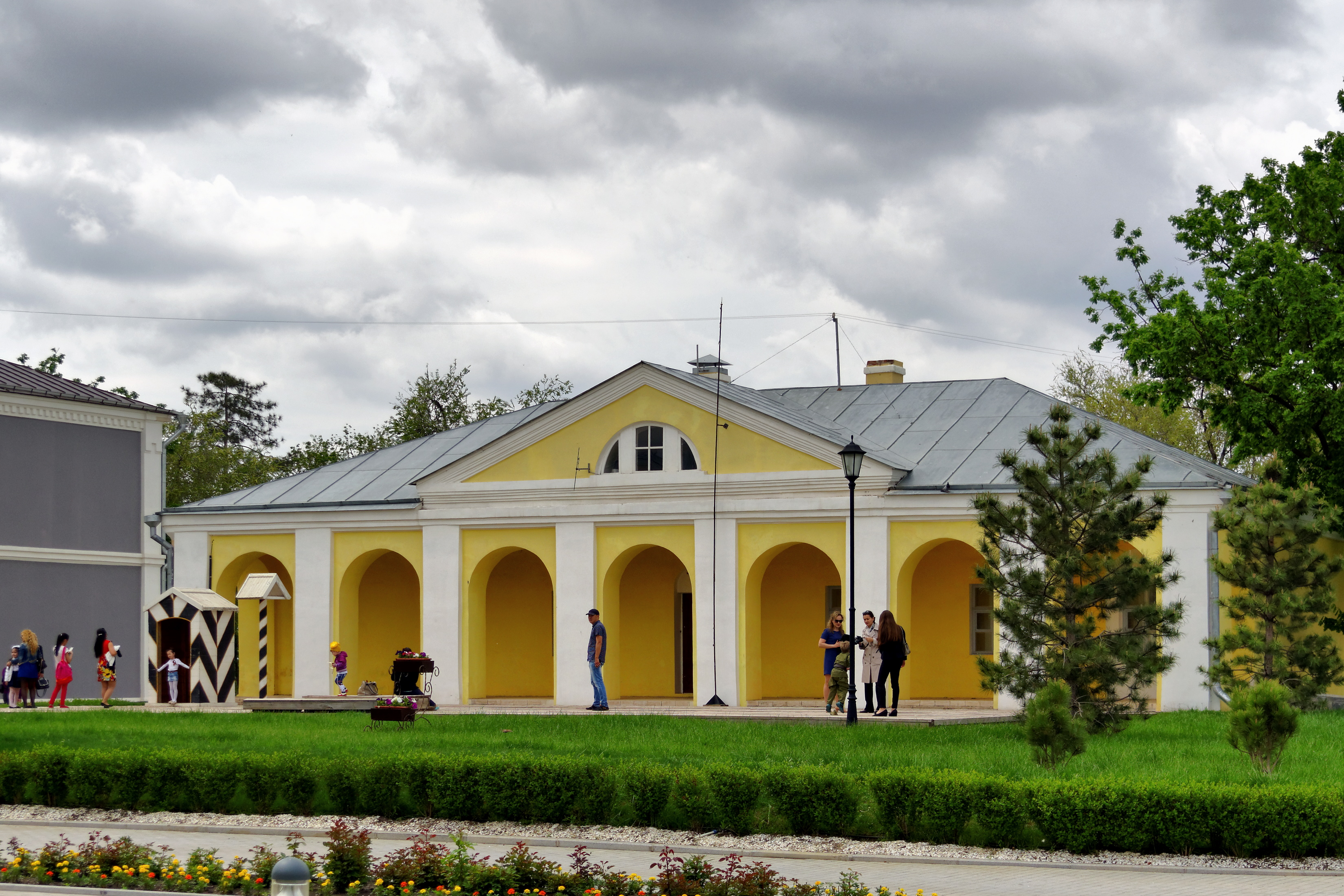
Vojenské vězení
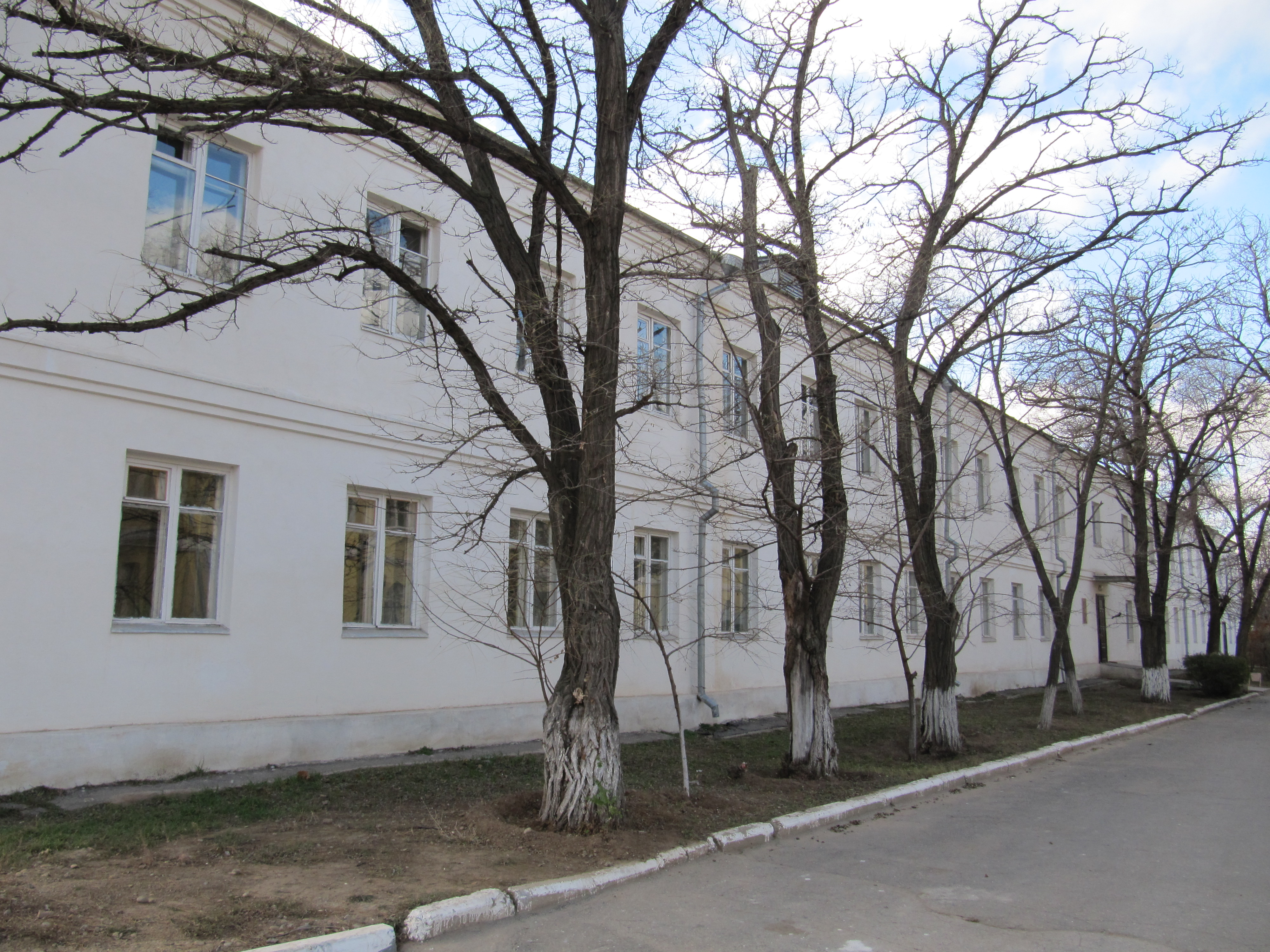
Kasárna
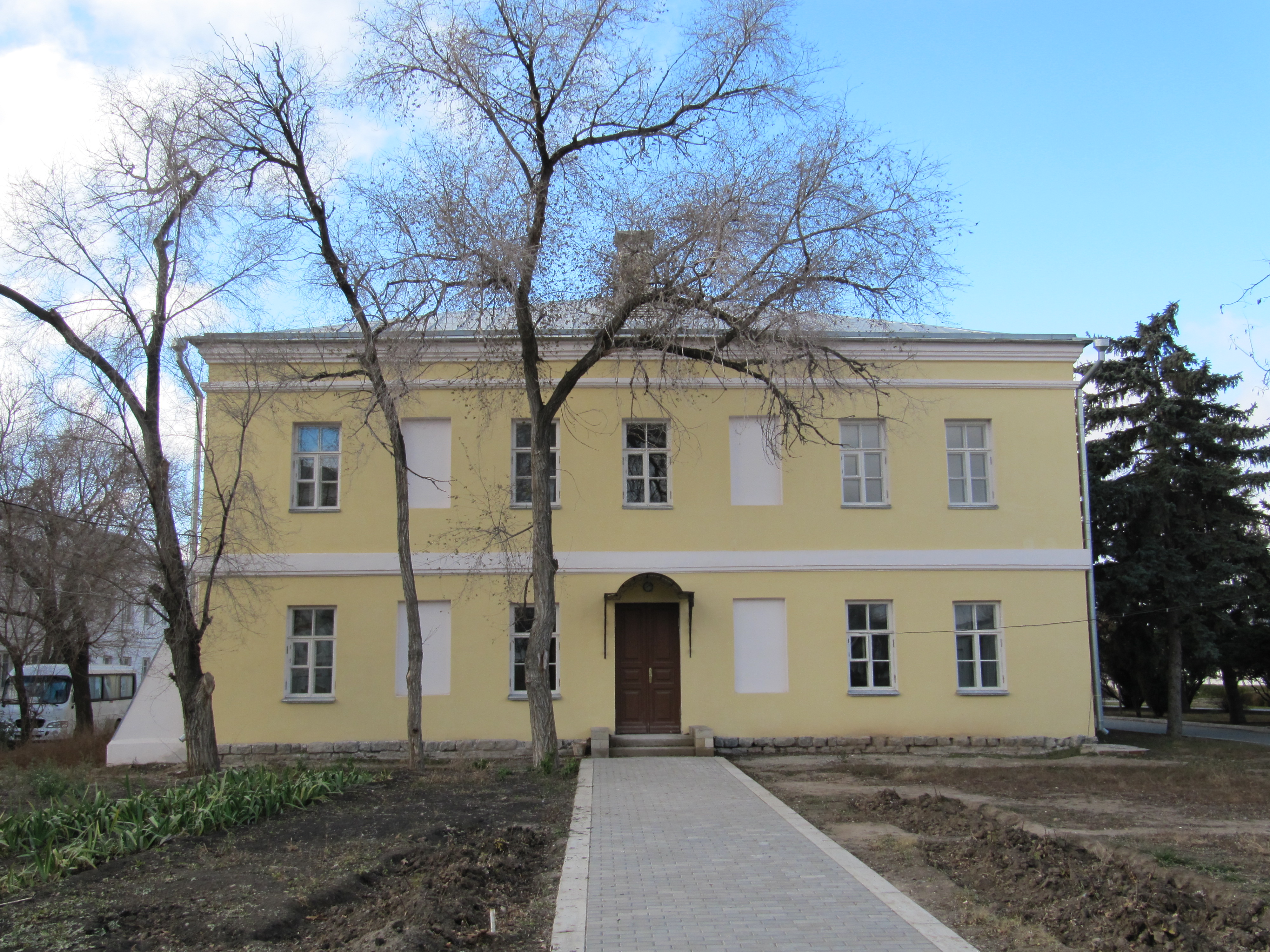
Důstojnické ubikace
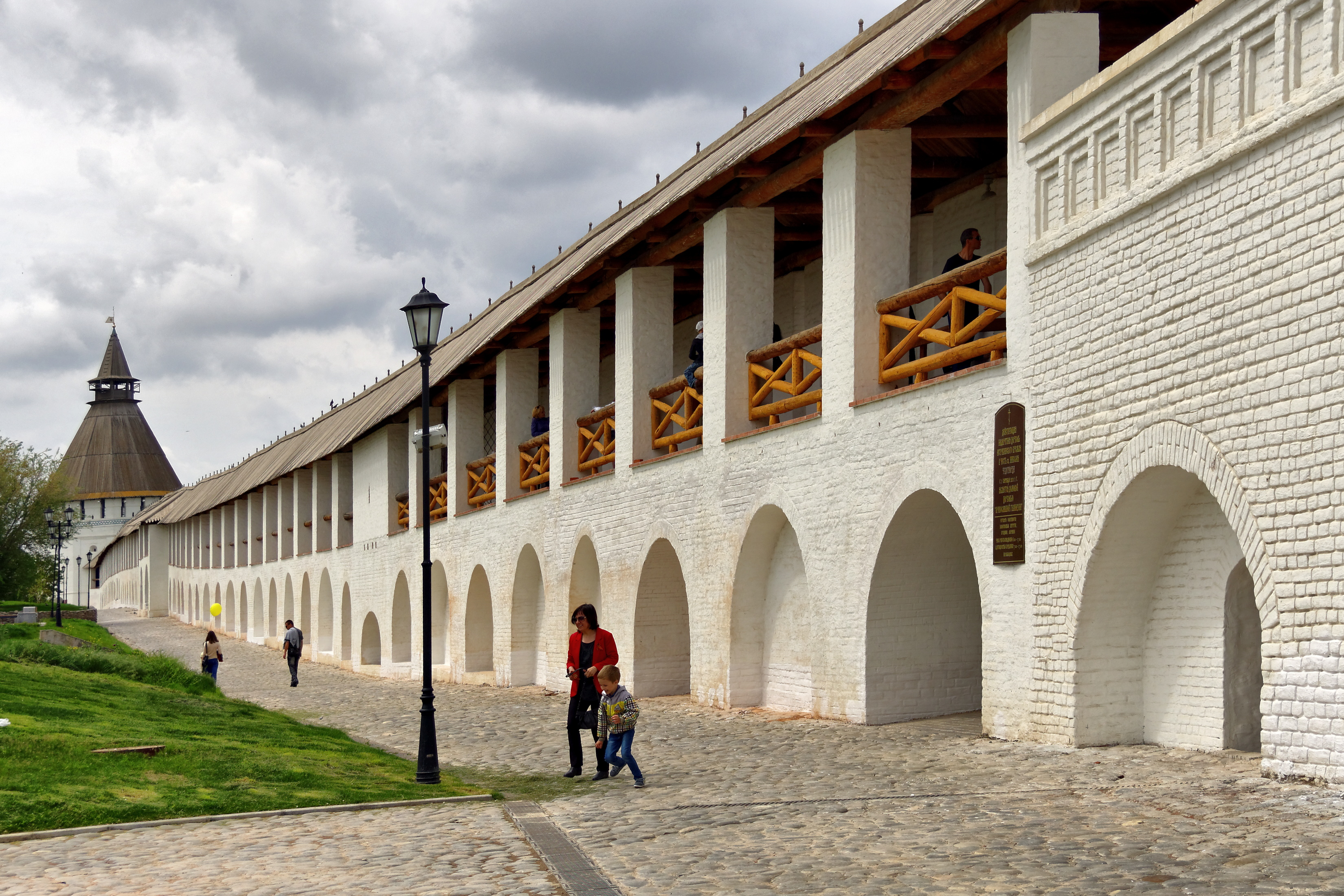
Opevnění zevnitř
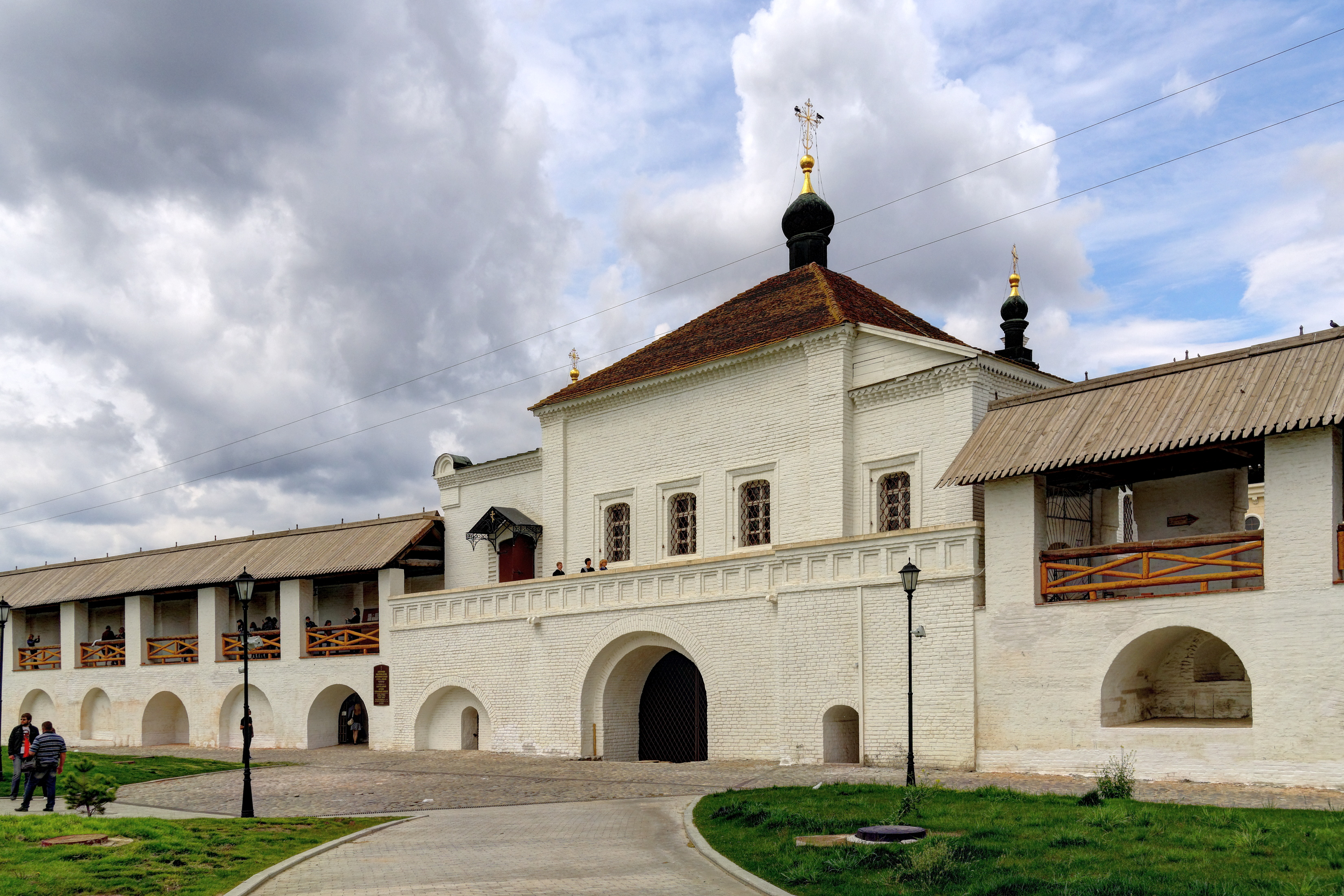
Nikolská brána
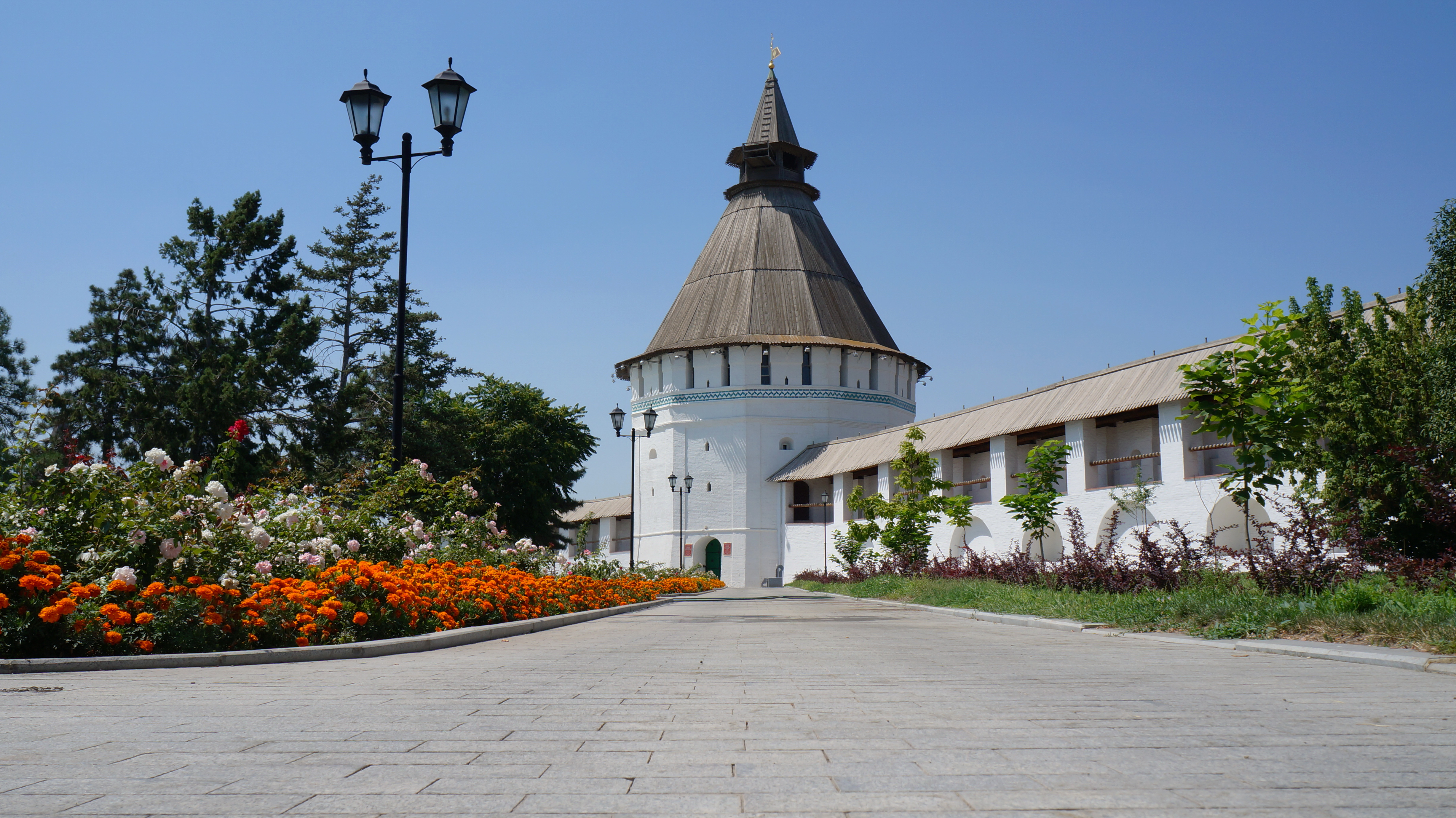
věž Červená brána
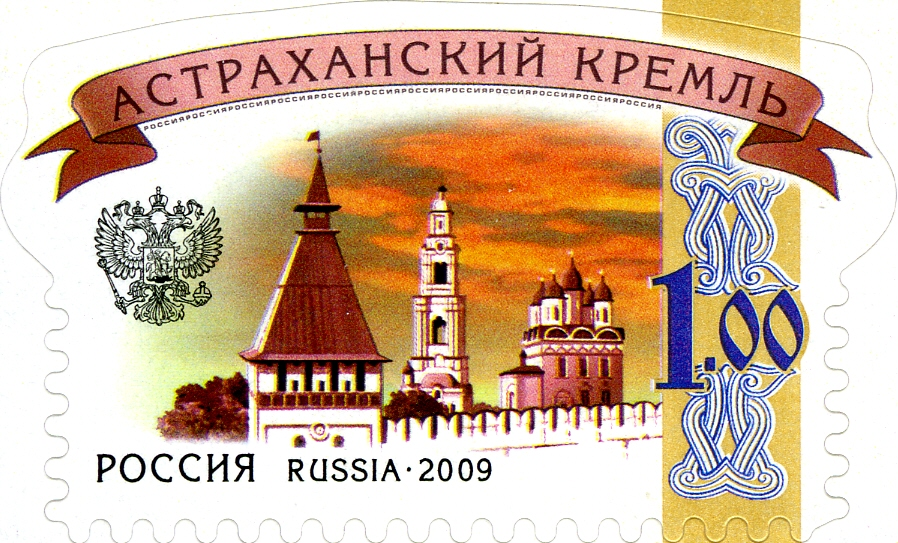
Astrachaňský kreml na známce
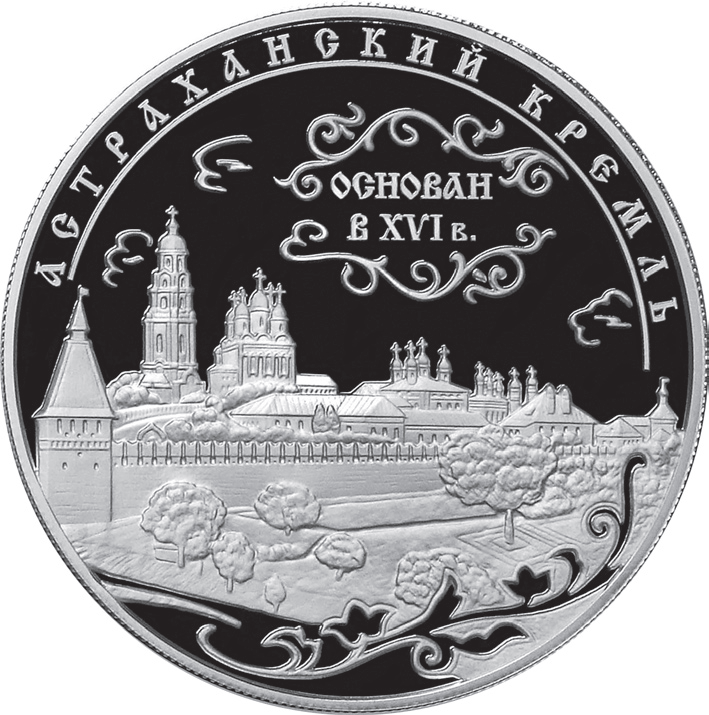
Pamětní mince